# 萊克霍帕康 (新澤西州)
萊克霍帕康（英語：Lake Hopatcong）是位於美國新澤西州摩里斯縣的普查規定居民點。

## 人口
根據2020年美國人口普查的數據，萊克霍帕康的面積為24.32平方千米，當中陸地面積為19.13平方千米，而水域面積為5.19平方千米。當地共有人口10232人，而人口密度為每平方千米420.72人。